# American Express

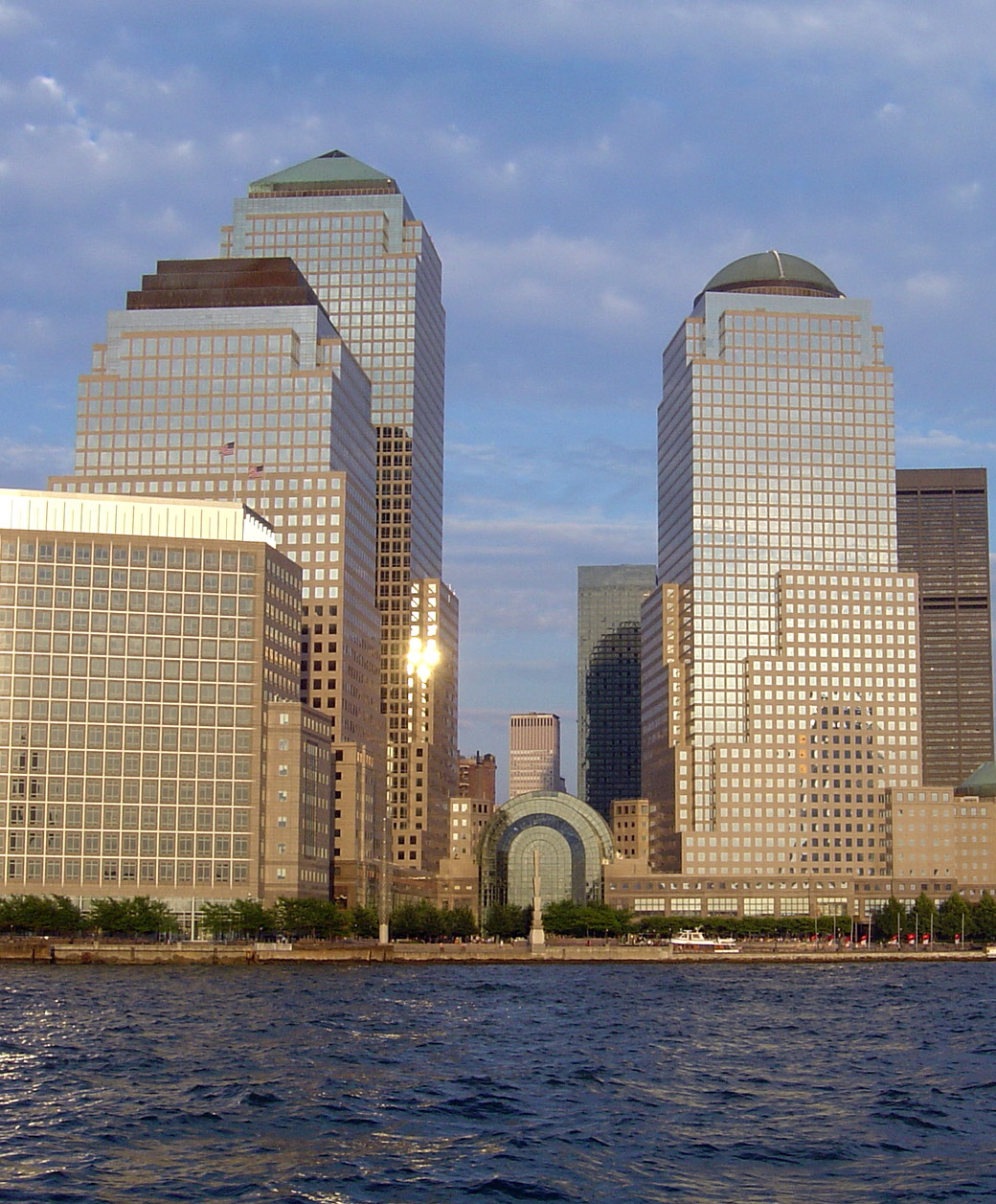
Budynek siedziby firmy w Nowym Jorku

American Express, Amex – przedsiębiorstwo finansowe założone w 1850 roku w Buffalo przez Henry’ego Wellsa, Williama Fargo i Johna Butterfielda.

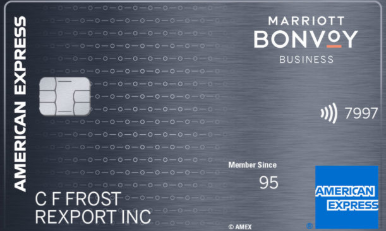
Karta płatnicza American Express Bonvoy (2019)

Przedsiębiorstwo jest znane dzięki swoim kartom płatniczym. Na całym świecie karty zaliczane są do prestiżowych i są szeroko akceptowane. Czarna karta American Express Centurion to jedna z najbardziej ekskluzywnych kart kredytowych na świecie.
Jednym z głównych udziałowców American Express jest Warren Buffett.
Siedziba przedsiębiorstwa znajduje się w Nowym Jorku. Spółka jest notowana na NYSE.
W 2011 roku American Express przejęła niemiecką spółkę Loyalty Partner GmbH, operatora programu lojalnościowego Payback.